# チオサリン
チオサリン（Thiosarin）は、有機リン化合物で神経ガスの一種。別称はGBS。